# Marino Santana
Marino Santana Castro (nacido el 10 de mayo de 1972 en San José de Los Llanos) es un ex lanzador dominicano que jugó en las Grandes Ligas de Béisbol durante dos años para los Tigres de Detroit y los Medias Rojas de Boston. Santana tenía 26 años cuando hizo su debut en Grandes Ligas el 4 de septiembre de 1998, con los Tigres, “medias Rojas de Boston” . 
Santana jugó solamente en 11.1 innings en toda su carrera. Se retiró en 1999..